# Slalomvärldsmästerskapen i kanotsport 1963
Slalomvärldsmästerskapen i kanotsport 1963 anordnades i Spittal, Österrike. 

## Medaljsummering

### Medaljtabell
| Pl.    | Nation          | Guld | Silver | Brons | Totalt |
| ------ | --------------- | ---- | ------ | ----- | ------ |
| 1      | Östtyskland     | 7    | 4      | 1     | 12     |
| 2      | Tjeckoslovakien | 1    | 1      | 3     | 5      |
| 3      | Jugoslavien     | 1    | 1      | 0     | 2      |
| 4      | Västtyskland    | 0    | 2      | 0     | 2      |
| 5      | Polen           | 0    | 1      | 0     | 1      |
| 6      | Schweiz         | 0    | 0      | 2     | 2      |
| 7      | Österrike       | 0    | 0      | 1     | 1      |
| 8      | Storbritannien  | 0    | 0      | 1     | 1      |
| Totalt | Totalt          | 9    | 9      | 8     | 26     |

### Herrar
| Gren         | Guld | Poäng | Silver | Poäng | Brons | Poäng  |
| C-1          | Manfred Schubert (GDR)                                                                                     | 361,1 | Gert Kleinert (GDR)                                                                                              | 378,1 | Jean-Claude Tochon (SUI)                                                                                      | 382,4  |
| C-1 lag      | Östtyskland Manfred Schubert Gert Kleinert Karl-Heinz Wozniak                                              | 443,5 | Västtyskland Norbert Schmidt Otto Stumpf Heiner Stumpf                                                           | 580,7 | Schweiz Heinz Grobat Jean-Claude Tochon Marcel Roth                                                           | 613,3  |
| C-2          | Östtyskland Günther Merkel Manfred Merkel                                                                  | 336,2 | Jugoslavien Natan Bernot Dare Bernot                                                                             | 342,3 | Östtyskland Jürgen Noak Siegfried Lück                                                                        | 343,8  |
| C-2 lag      | Östtyskland Günther Merkel & Manfred Merkel Jürgen Noak & Siegfried Lück Rudolf Seifert & Manfred Glöckner | 479,4 | Västtyskland Kurt Longrich & Jürgen Hauschild Hermann Roock & Günter Brümmer Günther Tuchel & Wolf Dieter Seller | 787,4 | Österrike Bruno Kerbl & Klaus Gürtelbauer Anton Biegel & Helmut Schilhuber Franz Tutschka & Alfred Haberzettl | 1657,7 |
| Falt K-1     | Jürgen Bremer (GDR)                                                                                        | 266,7 | Rolf Luber (GDR)                                                                                                 | 274,5 | Jiří Černý (TCH)                                                                                              | 299,4  |
| Falt K-1 lag | Östtyskland Eberhard Gläser Rolf Luber Fritz Lange                                                         | 419,4 | Polen Eugeniusz Kapłaniak Władysław Piecyk Bronisław Waruś                                                       | 421,4 | Storbritannien David Mitchell Geoffrey Dinsdale Martin Rohleder                                               | 473,5  |

### Mixed
| Gren | Guld                                   | Poäng | Silver                                     | Poäng | Brons                                           | Poäng |
| C-2  | Jugoslavien Alenka Bernot Borut Justin | 372,1 | Östtyskland Margitta Krüger Werner Lempert | 411,2 | Tjeckoslovakien Vratislava Nováková Karel Novák | 422,7 |

### Damer
| Gren         | Guld                                                 | Poäng | Silver                                                        | Poäng | Brons                | Poäng |
| Falt K-1     | Ludmila Veberová (TCH)                               | 312,4 | Ursula Gläser (GDR)                                           | 331,4 | Jana Zvěřinová (TCH) | 354,0 |
| Falt K-1 lag | Östtyskland Ursula Gläser Anneliese Bauer Lia Merkel | 400,2 | Tjeckoslovakien Ludmila Veberová Jana Zvěřinová Renata Knýová | 401,7 | -                    |       |